# Nagy budai lőporrobbanás
A nagy budai lőporrobbanás 1578. május 19-én, pünkösd napján történt.
Szamosközy István krónikája szerint egy hosszabb ideje tartó szárazság utáni viharban történt a szerencsétlenség. Éjjel a viharban villámcsapás találta el a budai vár egyik tornyát, amely lőporraktárként szolgált. Ez a torony Zsigmond palotája előtt állt, Szamosközy szerint „czímertorony” volt a neve. A robbanás erejét az egykorú leírások úgy jellemzik, hogy néhány nehezebb ágyút is a Dunába vetett, az ott található hidat is szétrombolta, de még a messzebb fekvő Rákos-mezőre is sűrű por szállt.
Az áldozatok számáról eltérő feljegyzések vannak. A velencei követ 2000, az egri püspök 5000, Gyulaffy Lestár már 6000 halottról ír, mégis a kisebb számok tekinthetők hitelesnek. Szamosközy így ír: „…az török azt mondja, hogy csak fizetett nép tizenkét száz veszett akkor.” Az áldozatok számának alacsonyabb voltát támasztja alá az a tény is, hogy az 1686. július 22-i hasonló robbanáskor 1500 halottról tudunk.
A helyreállítási munkákat közel kétezer ember végezte, közöttük 200 kőműves. A munkák finanszírozására különadót vetettek ki. A robbanást követően, bár a helyreállításért mindent megtett, Szokoli Musztafa pasa selyemzsinórt kapott a szultántól, s bár lázadni próbált a halálos ítélet ellen, 1578. szeptember 30-án kivégezték.